# 大豐銀行
大豐銀行是澳門主要銀行之一。前身乃大豐銀號，於1942年由何賢等人創立。

## 歷史
大豐銀行前身是大豐銀號，大豐銀號於1942年，由本來於香港經營恆生銀行的何添、何善衡、林炳炎，以及澳門名人傅老榕等人合資成立，並聘何添的胞弟何賢為總經理，及後香港重光，主要股東均回港重辦恆生銀行，何賢繼續留守，及後成為大股東。某程度上而言，大豐銀行與恆生銀行可算是姊妹銀行。
1972年，澳葡政府頒佈《澳門銀行法》規定所有銀號要註冊為銀行，大豐銀號於同年1月20日正式獲有關當局批准註冊為「大豐銀行有限公司」，成為澳門首家以本地資金註冊的銀行，當時註冊資本為500萬元澳門元。
1984年，由於擠提而導致銀行出現資金短缺問題，而銀行也面臨倒閉危機，同年9月13日，中國銀行總行收購大豐銀行50%股權，資本額增至1億6,000萬澳門元。
1997年，位於新口岸新填海區的大豐銀行總行大廈落成啟用，而位於新馬路的大豐銀行總行大廈重建。
1999年3月，大豐銀行董事長何厚鏵當選第一任中華人民共和國澳門特別行區行政長官，因而把有關資產轉至其母何陳瓊；同年6月，中華人民共和國澳門特別行政區行政長官臨時辦公室遷入同位於大豐銀行總行大廈的21樓辦公。
近年，大豐銀行積極投身長三角和粵港澳大灣區建設。2017年，大豐銀行進駐長三角，設立上海分行，成為首家在祖國金融中心—上海提供金融服務的澳門本地銀行；2021年開設廣州分行；2023年12月大豐銀行橫琴粵澳深度合作區支行開業。
大豐銀行已與分佈世界各地的300多間金融機構建立了代理行關係。

## 授勳
2017年，大豐銀行榮獲澳門特區政府頒授「工商功績勳章」
2023年，大豐銀行榮獲澳門特區政府頒授「銀蓮花榮譽勳章」

## 總部

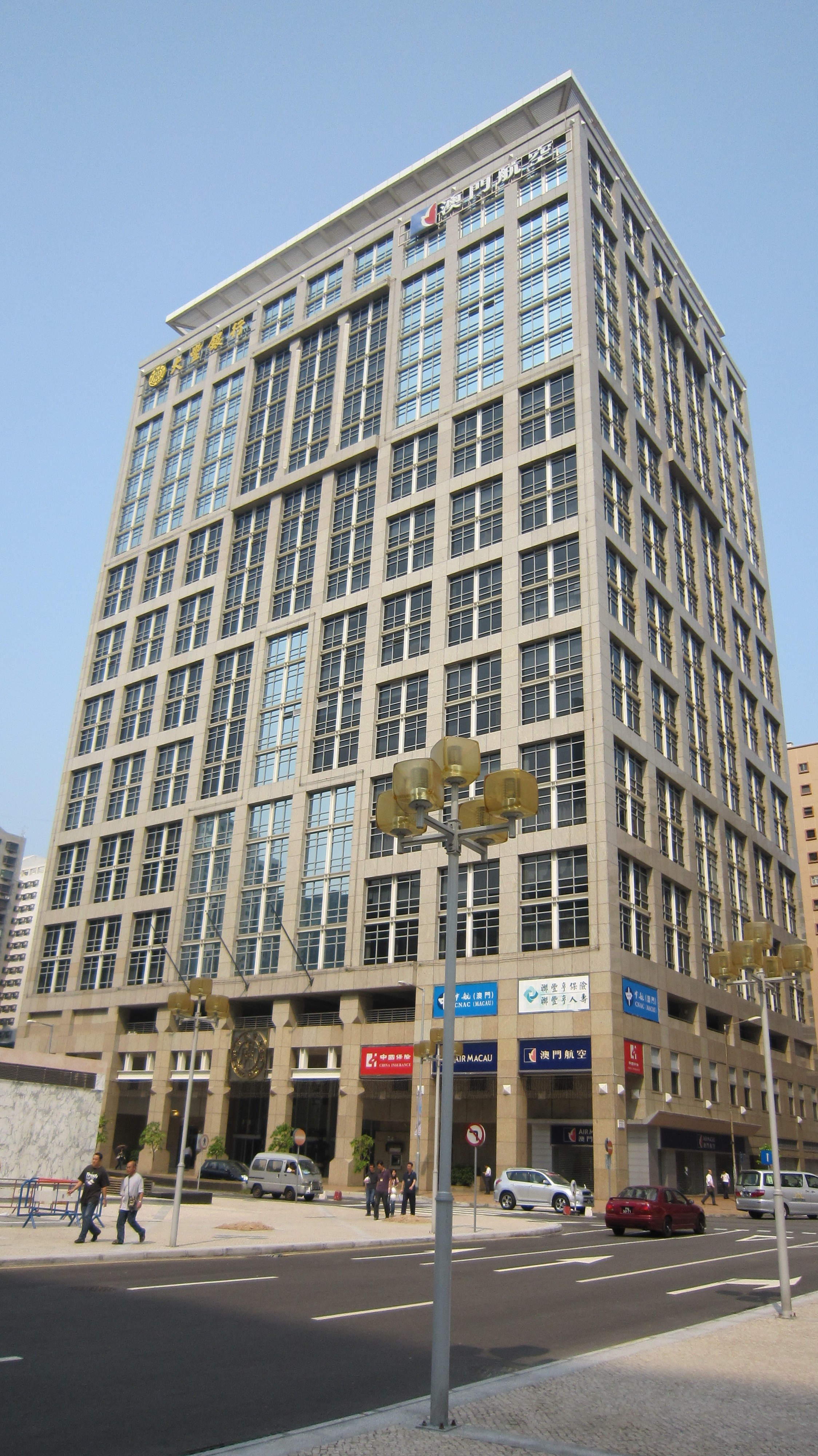
大豐銀行總行大廈

大豐銀行總部現設於新口岸新填海區（皇朝區）宋玉生廣場418號，名為「大豐銀行總行大廈」；大豐銀行總行大廈是該區首批建成的商業大廈。大廈高24層，於1997年12月投入使用，由巴馬丹拿作建築設計。大廈外牆利用了花崗石和銀、灰色玻璃幕牆鋪設，大廈正面的玻璃幕牆有序地排列成中國古代錢幣的形狀。
而大豐銀行的新馬路分行「大豐銀行大廈」前身為大豐銀行總行，位於新馬路296號，於1974年12月8日早上落成啟用。

## 分行

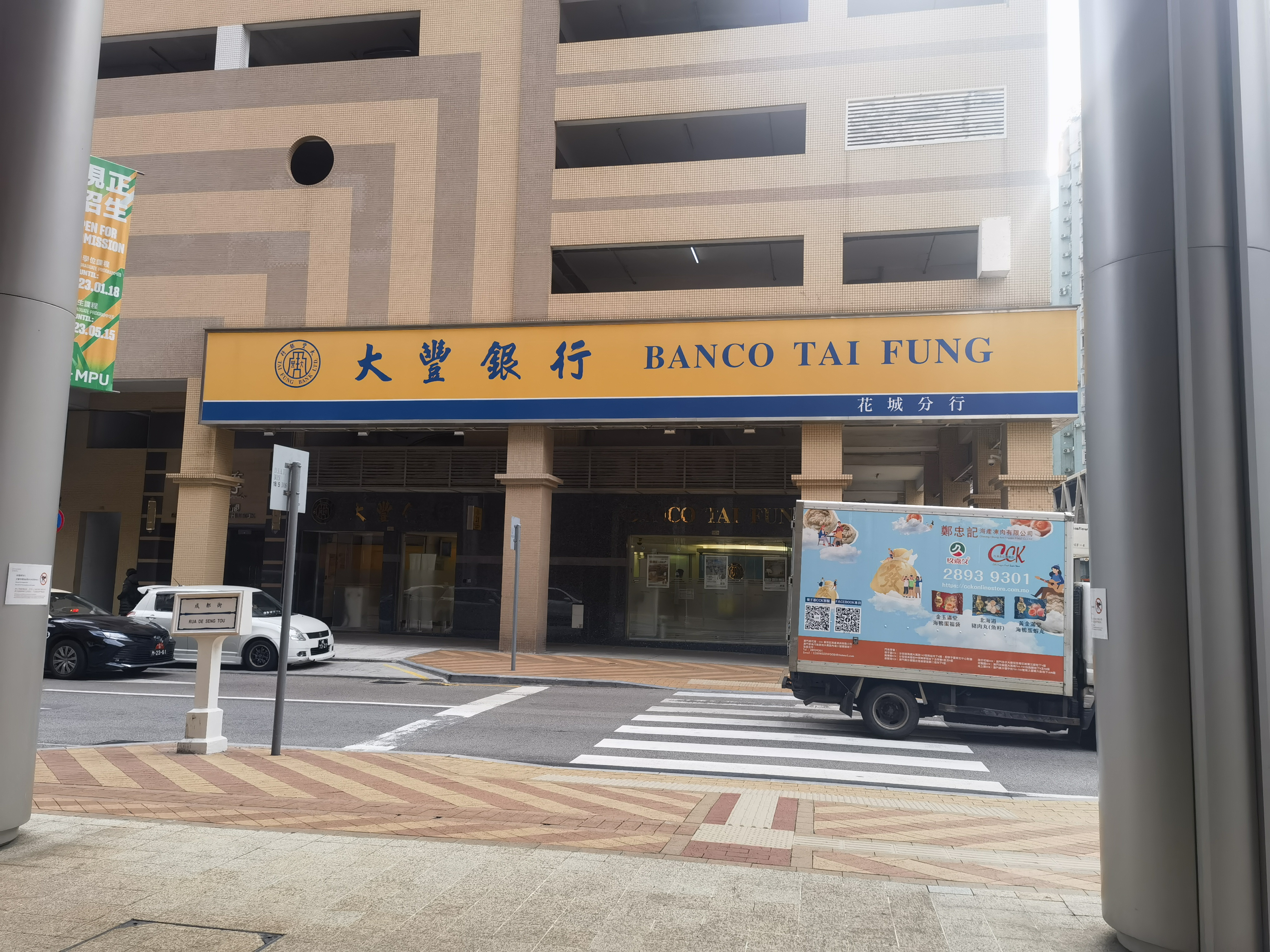
大丰银行花城分行

目前大豐銀行除了總行之外，在澳門設有25間分行，網點遍佈澳門半島、氹仔和路環，成為澳門網點服務第二多的銀行，亦因此獲得了“街坊銀行”的美譽；其中20間位於澳門半島，4間位於氹仔，1間位於路環。
2017年更首次在中國內
地设立上海分行，主要從事在澳門特別行政區獲許可經營之業務。

## 豐付寶
豐付寶 （英語名稱：TAI FUNG PAY）是大豐銀行的重要手機支付工具，在2018年4月推出。

## 汽車櫃員機
大豐銀行新總行大廈內設有兩部汽車櫃員機，是港澳地區首創。汽車櫃員機服務於1997年11月開始啟用，位於新總行大廈內的汽車通道，其位置特別設計，配合駕駛者可以安坐車中，亦可使用自動櫃員機。

## 大豐錶行
大豐錶行是大豐銀行其下的附屬公司，業務是銷售高檔次的手錶和時鐘，地址是大豐銀行新馬路分行地下。

## 外部連結
- 官方网站
- 大豐銀行的Facebook專頁

1. ↑  .   [2018-08-21]. （原始内容存档于2018-08-21）.